# Flämmen

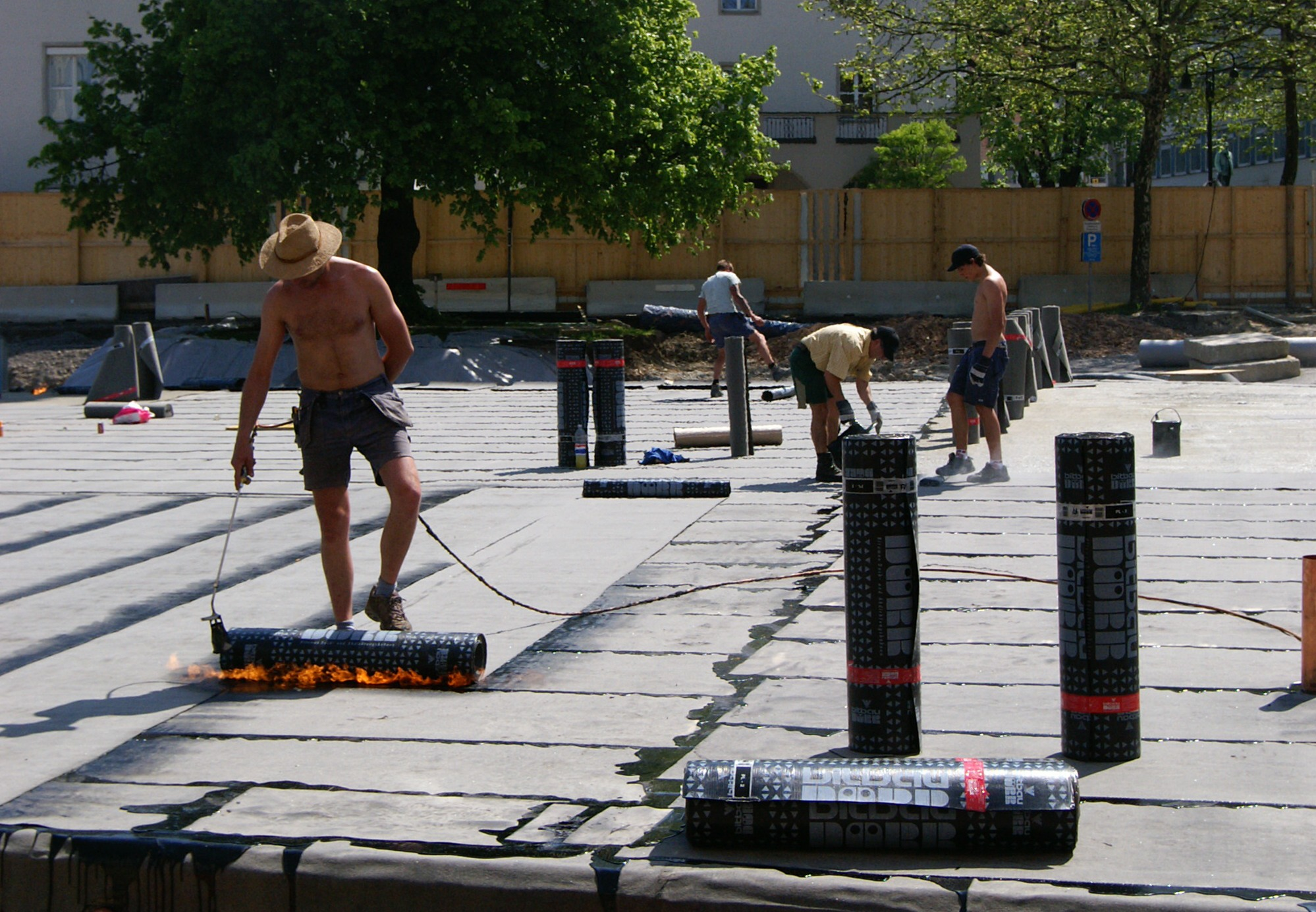
Verschweißen von Dachpappe mittels Gasflämmer

Als Flämmen bezeichnet man das Erwärmen der Unterseite und Verschweißen von Dachpappe oder Bitumen-Schweißbahnen zur dauerhaften Verbindung und homogenen Verschmelzung der Stoßnähte mehrerer Schweiß- oder Dichtungsbahnlagen, und die nachträgliche Korrektur undichter Stellen, wie sie bei der Abdichtung einer Dachkonstruktion oder der horizontalen und vertikalen Abdichtung des Fundamentes notwendig ist. Das Flämmen erfolgt mittels eines Propangasbrenners. Der Vorteil dieses Verfahrens ist, dass kein zusätzliches Klebebitumen erforderlich ist und ein schneller Arbeitsfortschritt erreicht wird.

## Einsatz im Baubereich

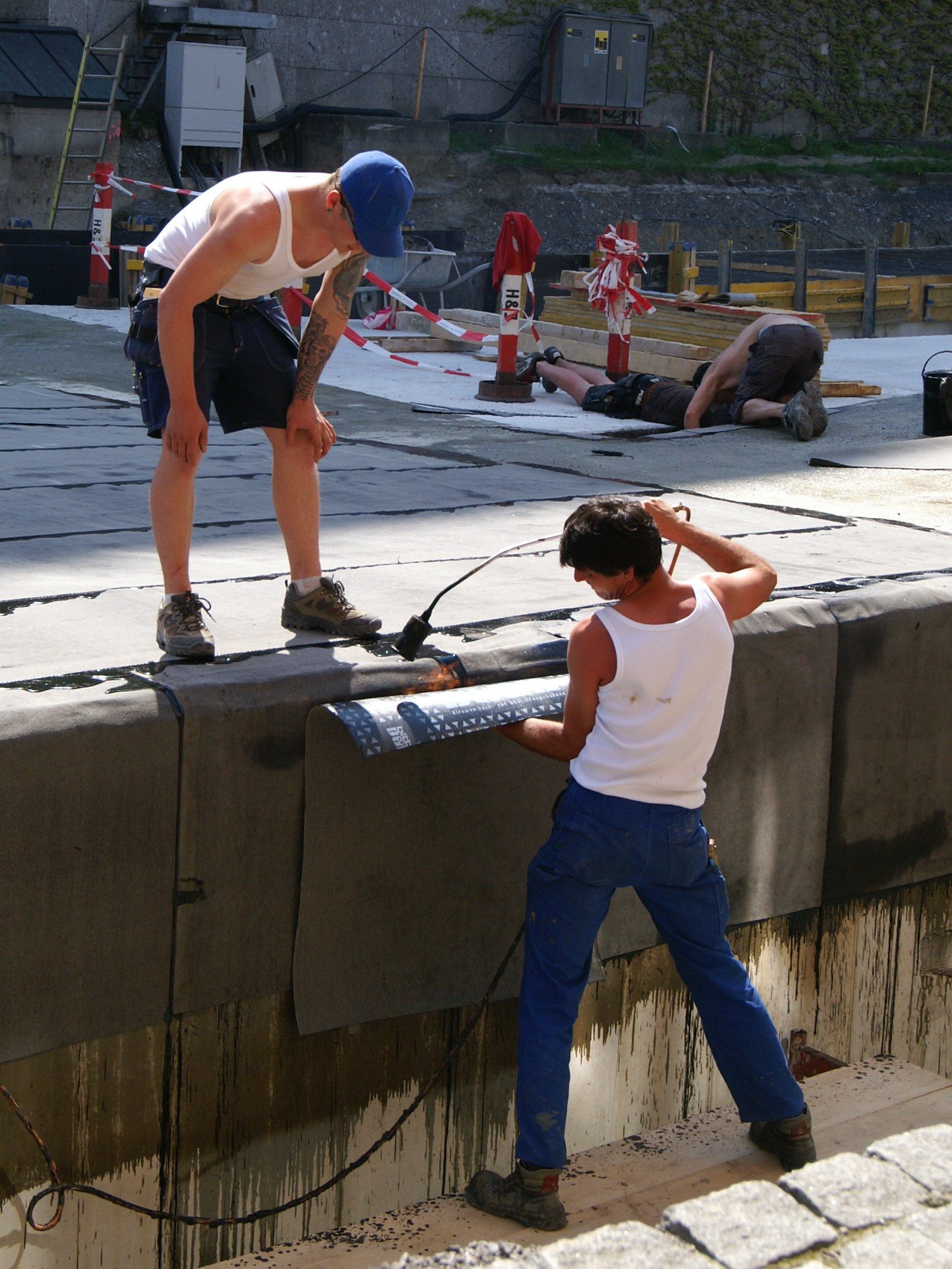
Vertikale Abdichtung durch Flämmen von Bitumen-Bahnen

Flämmen findet im Bausektor seine Anwendung bei der Abdichtung von Flachdächern, Balkonen, Terrassen oder bei der Abdichtung gegen drückendes Wasser im Fundamentbereich wie bei der Schwarzen Wanne. Auch beim Aufbau einer Dachbegrünung ist eine Abdichtung durch Flämmen notwendig.
Arbeiten an einer Warmdachkonstruktion aus Holz bergen regelmäßig ein hohes Risiko, da der Dachstuhl bei unsachgemäßen Einsatz des Gasflämmers in Brand geraten kann. So geschehen beispielsweise bei Rekonstruktionsarbeiten Wiener Sofiensälen, welche im Jahr 2001 aufgrund unsachgemäßer Flämmarbeiten bis auf das tragende Mauerwerk niederbrannten.

### Alternativen
Zur Herstellung einer Schwarzen Wanne und auch im Dachbereich wurde das Kaltselbstklebeverfahren mit Kaltselbstklebenden Bitumendichtungsbahnen entwickelt, welche eine kürzere Verarbeitungszeit benötigen und auch in gefährdeten Bereichen als brandschutztechnisch sichere Variante eingesetzt werden. Die speziellen Bahnen werden durch Entfernen der unterseitig angebrachten Abziehfolie auf dem Untergrund bzw. untereinander kalt verklebt, was den Einsatz einer zusätzlichen Heißklebemasse bzw. des Brenner unnötig macht. Das Material ist allerdings teurer als die herkömmlich per Flamme zu verschweißenden Bahnen.
Das älteste, allerdings nur noch von wenigen Dachdeckerfirmen angewandte Verfahren, welches eine hohlraumfreie Verklebung ermöglicht, ist das sogenannte Gieß- und Einrollverfahren. Hierbei wird ein Heißbitumen aus einer Kanne so vor die aufzuklebende Dichtungsbahn gegossen, dass beim Abrollen der Bahnen in das heiße Bitumen auf der ganzen Bahnenbreite ein Bitumenwulst vor der Rolle herläuft. Bahnen mit besandeter Unterseite stellen hierbei eine besonders gute Verklebung sicher. Da bei diesem Verfahren keine Flamme auf dem Dach verwendet wird, muss der Untergrund jedoch trocken sein, was eine solche Verlegung auch nur bei entsprechender Witterung möglich macht.
Beim sogenannten Bürstenstreichverfahren wird flüssiges Bitumen (Oxidationsbitumen oder Polymerbitumen) mit einer Bürste vor der aufgerollten Dachbahn bzw. Dachpappe so reichlich aufgebracht wird, dass auch hier beim Abrollen der Bahn vor der Rolle eine Klebewulst entsteht. Dieses Verfahren wird aber seit vielen Jahren aufgrund des enormen Aufwandes nicht mehr eingesetzt.
Vereinzelt werden auch lose verlegte Abdichtungen aus Kunststoffbahnen mit einer mechanischen Befestigung oder unter Auflast verwendet.
Eine moderne allerdings auch sehr kostenintensive Alternative bietet die Heißluftverschweißung. Dies ist eine Nahtfügetechnik bei Kunststoffbahnen, bei welcher die mindestens 5 cm überlappenden Kunststoffbahnen ohne Zugabe von Fremdstoffen thermisch, also nur mit Heißluft erweicht und sofort unter Druck zusammengefügt werden. Hierbei werden Schweißtemperaturen von 450 bis 500 °Celsius und ein Anpressdruck von 5 bis 6 kp benötigt. Da die Schweißgeschwindigkeit auf die Anpressung der jeweiligen Kunststoffbahnen abzustimmen sind, werden Probeschweißungen vorgenommen. Die wesentlichen Faktoren für die Verschweißbarkeit per Heißluftverschweißung sind vor allem die Materialqualität, die technische Ausrüstung, die verwendete Art der Kunststoffbahn, der Untergrund sowie die Umgebungstemperatur, der Feuchtigkeitsgehalt und der Alterungsgrad der zu verschweißenden Bahnen. Die Arbeiten werden mit einem speziellen Schweißautomaten durchgeführt.

## Ähnliche Verfahren
- Thermische Unkrautbekämpfung durch Abflammen in Landwirtschaft und Gartenbau
- Abflammen in der Lebensmittelherstellung
- Entfernen von Euterhaaren von Kühen mittels Euterhaarentferner
- Gasieren in der Textilveredlung
- Flammstrahlen bei der Betoninstandsetzung